# ナイト・ウェイブ
「ナイト・ウェイブ」は1982年12月21日に発売された甲斐バンドの22枚目のシングル。

## 概要
甲斐バンド初の12インチシングル。アルバム『虜-TORIKO-』からのリカット・シングル。両面ともボブ・クリアマウンテンによるN.Yミックスダウン。
タイトル曲はダンスミックス・ロング・ヴァージョン（12インチシングル・ヴァージョン）。アルバム収録ヴァージョンが4分25秒であるのに対し、本ヴァージョンは6分3秒となっている。
カップリング1曲目の「破れたハートを売り物に」は、'82ダンスミックス・ロング・ヴァージョン（12インチシングル・ヴァージョン）。オリジナル・ヴァージョンが4分2秒であるのに対し、本ヴァージョンは4分26秒となっている。
カップリング2曲目の「呪縛の夜」は『虜-TORIKO-』からのシングルカット。
本作は後に、12cmCDシングル（分類はミニ・アルバム）として再発されている。

## 収録曲
- 全作詞・作曲：甲斐よしひろ

1. ナイト・ウェイブ （ダンスミックス・ロング・ヴァージョン）
編曲：椎名和夫
2. 破れたハートを売り物に （'82ダンスミックス・ロング・ヴァージョン）
編曲：椎名和夫・甲斐よしひろ
3. 呪縛（のろい）の夜
編曲：椎名和夫・甲斐よしひろ

## テイク別
本作が収録されているアルバムはN.Y3部作の1枚で、編集盤『ポイズン80's』において、各楽曲のアルバム未収録テイクや未発表テイクが明らかにされている。太字は、本作収録テイク。
| 曲名                   | Version |
| ---------------------- | --- |
| ナイト・ウェイブ       | *Album（LP"虜-TORIKO-" Mixed by BOB CLEARMOUNTAIN） *Dance Mix（Mixed by BOB CLEARMOUNTAIN） *Private room ver.（12inch"メガロポリス・ノクターン" Demo）         |
| 破れたハートを売り物に | *Album（LP"破れたハートを売り物に" Mixed by RYOJI HACHIYA） *Dance Mix（Mixed by BOB CLEARMOUNTAIN） *Private room ver.（12inch"メガロポリス・ノクターン" Demo） |
| 呪縛（のろい）の夜     | *Album（LP"虜-TORIKO-" Mixed by BOB CLEARMOUNTAIN） |